# William Accambray
William Accambray (Cannes, 1988. április 8. –) olimpiai bajnok francia kézilabdázó, a fehérorosz Meskov Breszt és a francia válogatott játékosa.

## Pályafutása
Accambray a címvédő Montpellier HB játékosaként mutatkozott be a francia első osztályban. Az ott töltött kilenc szezon során hat bajnoki címet szerzett, így a Bajnokok ligájában is rendszeresen szerepelhetett. Legeredményesebb szezonjában, 2011-ben 75 gólt szerzett a Bajnokok ligájában, amivel a góllövőlista 5. helyén végzett. Ebben a szezonban a francia bajnokság legjobb játékosának is megválasztották. 2014-ben igazolt az új francia topcsapathoz, a Paris Saint-Germainhoz, amelyben Mikkel Hansen mellett kevesebb játékidő jutott neki a posztján. 2017 márciusában hivatalosan is bejelentették, hogy a 2017–2018-as idénytől a Telekom Veszprém játékosa lesz. 2017 decemberében a Grundfos Tatabánya KC elleni magyar bajnoki mérkőzésen Achilles-ín szakadást szenvedett, így a szezon hátralevő részét kénytelen volt kihagyni. Felépülése után, 2018 októberében csapata kölcsönadta a szlovén bajnok RK Celjének. 2019 nyarától a fehérorosz Meskov Breszt játékosa.
A válogatottban 2009-ben játszott először, világversenyen pedig a 2011-es világbajnokságon debütált, amelyen rögtön aranyérmet is nyert. A francia csapattal azóta is részt vesz a nemzetközi tornákon, nyert már Európa-bajnokságot is és olimpiát is.
Szülei atletizáltak, Jacques Accambray kalapácsvető, Isabelle Accambray pedig diszkoszvető volt.

## Sikerei
- Olimpiai győztes: 2012
- Világbajnokság győztese: 2011, 2015, 2017
- Európa-bajnokság győztese: 2014
- Francia bajnokság győztese: 2006, 2008, 2009, 2010, 2011, 2012, 2015, 2016, 2017
- Francia kupagyőztes: 2006, 2008, 2009, 2010, 2012, 2013, 2015
- Francia bajnokság legjobb balátlövője: 2010, 2011